# Troisième position
Ne doit pas être confondu avec Troisième voie (politique) ou Troisième camp.
Le concept de troisième position, en politique, désigne une opposition à la fois au communisme et au capitalisme. Le terme est utilisé pour désigner le positionnement politique de mouvements combinant généralement des idées dites de gauche sur le plan économique et social, et une opinion sur le plan culturel plutôt conservatrice. Le mouvement est souvent assimilé au fascisme, au néofascisme ainsi qu'au néonazisme pour sa tendance autoritaire et ses opinions réactionnaires mais aussi pour le rôle historique de troisième voie anticapitaliste et anticommuniste que prétendaient être les régimes fascistes du XXe siècle.
Aujourd'hui, les mouvements se revendiquant de la troisième position sont plus proches de la branche dite "rouge brune" de l'extrême droite. C'est-à-dire un très fort nationalisme et conservatisme au sujet des mœurs et un socialisme autoritaire concernant la politique économique et sociale.
Par extension, le terme est souvent associé à des organisations politique employant une rhétorique syncrétiques à la fois anticapitaliste et nationaliste.

## Mouvements de troisième position

### Idéologies
La conceptualisation de la troisième position voit le jour sous une première forme dans la politique de Juan Domingo Perón entre 1946 et 1955, avant tout dans une perspective de troisième voie politique pour échapper au joug américain d'un côté et soviétique de l'autre. C'est donc, historiquement, d'abord une stratégie politique visant la souveraineté économique en tentant de réunir les pays d'Amérique du Sud. Perón a identifié la montée du nationalisme  dans la région comme un outil à exploiter. Il y voit la possibilité de cette troisième voie. Ainsi, c'est autour du nationalisme que se forme la troisième position, avant tout par un désir d'indépendance puis par opportunité politique.
L'idéologie de la troisième position consiste systématiquement en une mise en parallèle du libéralisme et du communisme ou du socialisme qui défendent respectivement l'individualisme ou les intérêts de classe en suggérant qu'est possible la promotion d'un autre intérêt dans l'intérêt national. Il s'agit donc de rejeter systématiquement toute doctrine défendant un intérêt autre que celui de la nation. Les doctrines sont généralement moralistes, considérant que l'individualisme libéral d'un côté représente l'égoïsme et la perte de moralité, tandis que de l'autre côté, la conscience de classe force à la division d'une nation. La troisième position est souvent critique vis-à-vis des courants philosophiques matérialistes et réalistes en se rapprochant plutôt des idéalismes de toutes sortes.
Par la suite, des mouvements politiques et des individus se sont reconnus dans la troisième position qui a fini par devenir un terme descriptif plus général. Il décrit deux choses : d'un côté la continuité de la troisième position argentine revendiquée par le justicialisme, d'un autre côté une qualification concernant des mouvements national-révolutionnaires plaidant pour un nationalisme social et autoritaire. En France, ils sont peu nombreux à s'en revendiquer directement mais peuvent y être affiliés. Ainsi, des auteurs d'extrême droite comme Philippe Baillet en France rapprochent eux-mêmes le concept dans son usage contemporain fait par les militants de la troisième position et certains mouvements d'extrême droite qui en sont proche sans forcément l'avoir verbalisé. De cette manière, on peut trouver dans cette filiation des personnes influentes comme Alain Soral, Jean Thiriart, Roger Coudroy, Maurice Bardèche. Ils sont inspirés principalement par Gregor Strasser (leader nazi ayant défendu une ligne plus sociale contre les visions plus libérales au sein du parti et assassiné lors de la nuit des longs couteaux). Des exemples de mouvances placées à la troisième position sont le national-bolchévisme, le soralisme, Nouvelle Résistance et le GUD en France et le strasserisme, parmi d'autres tendances nationalistes révolutionnaires. Ces militants de troisième position actuels sont principalement présents en Europe mais aussi dans le reste du monde. Ils se disent souvent à la fois anticapitalistes, anticommunistes et même plus surprenamment antifascistes, voyant dans le fascisme une expression trop libérale économiquement du nationalisme.
Cette conception contemporaine et revendiquée de la troisième position est souvent aussi anticolonialiste, anti-impérialiste et lutte pour les conservations de toutes les identités nationales qu'ils considèrent comme légitimes. Ainsi, ils soutiennent les partis islamistes ou indépendantistes indifféremment dans les pays arabes qui sont perçus comme des mouvements d'affirmation d'identité ethnique et culturelle contre l’impérialisme américain comme en Iran, en Algérie (apportant leur soutien au FLN et les différenciant ainsi du reste de l'extrême droite française), en Syrie, en Égypte ou en Irak. À l'occasion du conflit israélo-palestinien, ils soutiennent avec ferveur la Palestine, considérant qu'Israël est une enclave de l’impérialisme américain.

### Organisations politiques

#### Disparues
La Phalange espagnole, par son double rejet des partis de gauche révolutionnaire et de droite libérale, et son modèle économique corporatiste, est placée à la troisième position. Son chef, José Antonio Primo de Rivera, déclarait au sujet de cette double opposition :
« Le fascisme [...] est une idée, l'unité. Face au marxisme, qui a pour dogme la lutte des classes, et face au libéralisme, qui a pour mécanique la lutte des partis, le fascisme soutient qu'il existe une chose au-delà des partis et des classes, de nature permanente, transcendante, suprême : l'unité historique appelée Patrie. »
Ce type de discours est commun à tous les partis de troisième position :
« Avant que nous ayons proclamé notre doctrine, se dressait triomphant devant nous l’individualisme capitaliste et le collectivisme communiste étendant l’ombre de ses ailes impériales sur tous les chemins de l’humanité […]. Ainsi naquit le Justicialisme, sous la suprême aspiration d’un haut idéal — le Justicialisme créé par nous et pour nos enfants, comme une troisième position idéologique, propre à nous libérer du capitalisme sans tomber entre les griffes du collectivisme. »
— Juan Domingo Perón, devant l'Assemblée législative en 1952.

Le fascisme italien s'illustre aussi dans le même type de discours en y ajoutant une touche « progressiste » :
« Les négations fascistes du socialisme, de la démocratie, du libéralisme, ne doivent cependant pas faire croire que le fascisme entend ramener le monde à ce qu’il était avant 1789, date qui est considérée comme l’année d’inauguration du siècle démo‑libéral. On ne revient pas en arrière. La doctrine fasciste n’a pas choisi de Maistre pour prophète. »
Le Parti ouvrier, de République tchèque, organisation ultranationaliste, est également considéré comme étant de troisième position.

#### Actuelles
Le Parti justicialiste, d'idéologie péroniste, tombe également dans cette catégorie. Ce parti, fondé par Juan Domingo Perón, est le parti « officiel » du péronisme en Argentine. Le péronisme se caractérise en effet par une économie corporatiste, la promotion de la justice sociale, et une idéologie nationaliste.